# Prenda (Luanda)
Prenda é um bairro angolano que pertencente ao município de Maianga, na província de Luanda.